# Kakifly
À ne pas confondre avec le plat Kakifurai (en).
かきふらい
Œuvres principales
- K-ON!

Kakifly (かきふらい, Kakifurai) est le pseudonyme d'un mangaka originaire de la préfecture japonaise de Kyoto. Actif depuis 2003, il est connu pour son manga K-ON!, publié de 2007 à 2012, avant d'être adapté en série télévisée animée par Kyoto Animation de 2009 à 2010. Il en a aussi créé plusieurs séries dérivées.

## Biographie
Kakifly est originaire du sud de la préfecture de Kyoto. Il commence à dessiner des dōjinshi à partir de 2003, alors qu'il est encore étudiant et participe à plusieurs conventions comme Comiket. Il publie ses dōjinshi sur son propre site web, jusqu'au 29 juillet 2011, date à laquelle il annonce la fermeture de son site web.
Son premier manga, K-ON!, est prépublié dans le magazine Manga Time Kirara de Hōbunsha à partir d'avril 2007. Il termine l'écriture de la trame originale de K-ON! en septembre 2010 et son dernier chapitre est publié dans le numéro d'octobre 2010. Son manga est adaptée en série télévisée animée diffusée sur deux saisons entre 2009 et 2010 par Kyoto Animation. Il recommence la publication de son manga en écrivant les séries dérivées K-ON! College et K-ON! Highschool dans Manga Time Kirara à partir de mai 2011, ainsi que dans le magazine Manga Time Kirara Carat (en) à partir de juin 2011,. K-ON! continue d'être publié dans Manga Time Kirara jusqu'en juillet 2012 et jusqu'au mois suivant dans Manga Time Kirara Carat,,. Après la compléton de K-ON!, il lance une nouvelle série sur le même thème des groupes de musique d'école intitulée « K-ON! Shuffle » pour le numéro d'août 2018, avec des personnages entièrement différents,.
Il résume aussi l'écriture de dōjinshi en 2012 après la complétion de son premier manga K-ON!.

## Principales œuvres

### Manga
- K-ON! (けいおん！, Keion!?), prépublié dans Manga Time Kirara du numéro de mai 2007 à celui d'octobre 2010, rassemblé en 6 volumes par Hōbunsha ;
  - K-ON! College (けいおん! college, Keion! Karejji?), prépublié dans Manga Time Kirara du numéro de mai 2011 à juillet 2012 ;
  - K-ON! Highschool (けいおん! college, Keion! Haisukūru?), prépublié dans Manga Time Kirara Carat du numéro de juin 2011 à août 2012 ;
- (en cours) K-ON! Shuffle (けいおん！ Shuffle, Keion! Shaffuru?), prépublié dans Manga Time Kirara depuis le numéro d'août 2018, 3 volumes publiés en date de 2025.